# La Pacaudière
La Pacaudière település Franciaországban, Loire megyében. Lakosainak száma 1070 fő (2022. január 1.). La Pacaudière Urbise, Vivans, Chenay-le-Châtel, Changy, Le Crozet és Saint-Martin-d’Estréaux községekkel határos.

## Népesség
A település népességének változása:
| Lakosok száma | 1219 | 1222 | 1182 | 1108 | 1049 | 1044 | 1057 | 1057 | 1054 | 1070 |
|               | 1968 | 1982 | 1990 | 2006 | 2013 | 2015 | 2017 | 2019 | 2020 | 2022 |